# Pier Luigi Meciani
Pier Luigi Meciani detto Franco (Pisa, 25 agosto 1941 – 16 giugno 2013) è stato un allenatore di calcio, dirigente sportivo e calciatore italiano, di ruolo centrocampista. nonno di Samuele

## Carriera

### Giocatore
Cresciuto nel settore giovanile del Pisa, milita nel Pietrasanta in Serie D e nella Massese in Serie C, prima di approdare in Serie B con il Potenza, portato da Romeo Anconetani. Con i lucani disputa due campionati cadetti tra il 1966 e il 1968, collezionando 26 presenze complessive; viene confermato anche per il successivo campionato di Serie C, prima di trasferirsi nel mercato autunnale all'Anconitana. Nel campionato 1969-1970 si trasferisce al Siena, sempre in terza serie. Nel 1970-1971 scende in campo 3 volte tra i cadetti con la maglia della Ternana, e chiude la carriera con una stagione nell'Acquasparta, tra i dilettanti umbri.

### Allenatore e dirigente
Inizia la carriera di allenatore subito dopo la conclusione di quella agonistica, alla Volterrana (tra i dilettanti) e al Rovereto in Serie D. Nel 1974 passa alla Nocerina, in Serie C, dove viene esonerato nelle prime battute del campionato. Tra il 1976 e il 1978 è sulla panchina del Viareggio, nel campionato di Serie D: nella stagione 1977-1978 ottiene il sesto posto dopo lo spareggio con la Rondinella, guadagnando la promozione nella neonata Serie C2.
Nell'aprile 1979 viene chiamato da Romeo Anconetani alla guida del Pisa, nel campionato di Serie C1. Sostituisce Gianni Seghedoni (che a sua volta aveva rilevato Giampiero Vitali), esonerato dopo la sconfitta casalinga nel derby contro il Livorno, e conquista la promozione in Serie B, categoria nella quale viene riconfermato nonostante l'inesperienza. La sua permanenza sulla panchina pisana dura sette giornate, nelle quali ottiene cinque pareggi e due sconfitte pur con una formazione rinforzata nel mercato estivo: dopo la sconfitta interna contro il Matera si dimette, e viene sostituito da Sergio Carpanesi, rimpiazzato più avanti da Giuseppe Chiappella.
Nel corso del campionato di Serie C1 1981-1982 subentra a Bruno Fornasaro sulla panchina del Piacenza: pur tra diverse polemiche legate alla gestione dello spogliatoio ottiene la salvezza, e viene riconfermato nel campionato successivo. La stagione è travagliata da problemi economici e dirigenziali, e Meciani viene esonerato in autunno, provocando la dura reazione del tecnico nei confronti della società piacentina.
Negli anni successivi ritorna al Pisa, con compiti di osservatore per conto della società di Anconetani, nella quale lavorava come preparatore atletico anche il fratello Luciano. Nel marzo 1989 torna in panchina, come assistente di Luca Giannini al Pisa, dopo l'esonero di Bruno Bolchi.
Nel 1994, dopo il fallimento, fa parte della cordata di imprenditori che iscrivono il Pisa al campionato di Eccellenza, rivestendo anche il ruolo di direttore sportivo.